# Арсенат аммония
Арсенат аммония — неорганическое соединение, 
соль аммония и мышьяковой кислоты с формулой (NH4)3AsO4,
бесцветные кристаллы,
растворяется в воде,
образует кристаллогидрат.

## Получение
- Действие избытка аммиака на раствор мышьяковой кислоты:

{\displaystyle {\mathsf {3NH_{3}+H_{3}AsO_{4}\ {\xrightarrow {}}\ (NH_{4})_{3}AsO_{4}}}}

## Физические свойства
Арсенат аммония образует бесцветные кристаллы.
Растворяется в воде, разлагается в горячей воде.
Образует кристаллогидрат состава (NH4)3AsO4•3H2O.